# Hellen Chanda
Hellen Ng'andwe Chanda (* 19. Juni 1998 in Lusaka) ist eine sambische Fußballspielerin.

## Karriere

### Verein
Bis zur Saison 2022/23 spielte Chanda für den Red Arrows FC. Danach wechselte sie zu den Green Buffaloes. Seit Anfang 2023 steht sie beim kasachischen Klub BIIK Kazygurt unter Vertrag.

### Nationalmannschaft
Mit der sambischen U17 nahm sie an der Weltmeisterschaft 2014 teil und kam hier in zwei Spielen zum Einsatz.
Danach nahm sie mit der sambischen A-Nationalmannschaft am Afrika-Cup 2018 teil. Beim Olympiaturnier der Spiele 2020 gehörte sie ebenfalls zum Kader, kam jedoch nicht zum Einsatz.
Am 3. Juli 2023 wurde sie in den Kader für die Weltmeisterschaft 2023 nominiert.